# Aldbury
Aldbury är en ort och civil parish i Storbritannien.   Den ligger i grevskapet Hertfordshire och riksdelen England, i den södra delen av landet, 50 km nordväst om huvudstaden London. Aldbury ligger 140 meter över havet och antalet invånare är 962.
Terrängen runt Aldbury är platt. Runt Aldbury är det tätbefolkat, med 570 invånare per kvadratkilometer. Närmaste större samhälle är Luton, 15,3 km nordost om Aldbury. Trakten runt Aldbury består till största delen av jordbruksmark.